# Mițo Asan
Mițo Asan (n. secolul al XIII-lea, Țaratul Vlaho-Bulgar – d. 1277, Troia, Provincia Çanakkale, Turcia) a fost împăratul Țaratului Vlaho-Bulgar între anii 1256 - 1257.
Mițo Asan a urcat pe tron în virtutea căsătoriei sale cu Maria , fiica împăratului Ioan Asan al II-lea și Irina Comnena din Epirus . Datele nașterii și ale morții sale sunt necunoscute , dar cand fiul sau Ioan Asan al III-lea a devenit împărat , Mițo nu mai era in viață . Originile și familia din care provine sunt necunoscute totuși există o teorie care îl consideră ca fiind chiar fiul țarului Ioniță , această teorie se bazează prin faptul că Ioan Asan al II-lea l-a acceptat foarte repede ca ginere . Dar cel mai probabil a luat numele de Asan după căsătorie . Mițo a fost regent pentru cumnatul său împaratul Mihail Asan in perioada cand acesta era minor . El a devenit împărat al țaratului după uciderea vărului soției sale , Caliman al II-lea în 1256 . Deși a obținut un sprijin în capitala Tarnovo și în Preslava , el s-a confruntat cu ostilitatea unei mari părți a nobilimii provinciale . După o campanie nereușită împotriva lui Teodor al II-lea a Imperiului de la Nicea , Mițo a pierdut controlul chiar și asupra oamenilor de rând .
Când boierii l-au proclamat împărat pe Constantin Tih,  Mițo și familia sa au fugit din capitală în 1257 . A primit terenuri de la împăratul bizantin Mihail al VIII-lea Paleologul în Troia unde a rămas cu familia sa .

## Familie
Din căsătoria cu Maria, Mițo a avut doi copii:
- Ioan Asan al III-lea (împărat între 1279 -1280)
- Kira Maria (care s-a căsătorit cu Gheorghi Terter)